# Vincent Bueno
Vincent Bueno (Bécs, 1985. december 10. – ) osztrák–filippínó énekes. Ő képviselte volna Ausztriát a 2020-as Eurovíziós Dalfesztiválon, Rotterdamban. Versenydala az Alive című dal lett volna, azonban 2020. március 18-án, a rendezvényt a koronavírus-járvány miatt törölték. Ehelyett ő képviselte az országot a 2021-es Eurovíziós Dalfesztiválon az "Amen" című dallal, de az nem jutott be a döntőbe.

## Magánélete
A Fülöp-szigeteken nőtt fel. Tanult tagalogul. Négy évesen kezdett el táncolni, majd később előadóművészi diplomával végzett a bécsi Zenekonzervatóriumban. Négy hangszeren tanult meg játszani: zongorán, gitáron, dobon és basszusgitáron. Apja zenész volt, aki 1960-ban egy együttes gitáros tagja volt.

## Zenei karrierje
2007-ben jelentkezett az osztrák Musical! Die Show című tehetségkutatóba, amelyet később sikerült megnyernie. 2016-ban részt vett az osztrák eurovíziós nemzeti válogatón, a Wer singt für Österreichban, ahol All We Need Is that Love című dalával került be a tíz döntős közé. A háromfős szuperdöntőbe nem sikerült bekerülnie, így végül nem ő képviselte az országot. 
2019. decemberében az ORF hivatalosan bejelentette, hogy ő képviseli majd Ausztriát a 2020-as Eurovíziós Dalfesztiválon. Versenydala az Alive lesz, amelyet 2020 márciusában mutatnak be.

## Diszkográfia

### Nagylemezek
- Invinceble (2001)
- The Austrian Idol (2011)
- Wieder Leben (2018)

### Stúdióalbumok
- Sex Appeal (2008)
- All We Need is That Love (2016)
- Sie Ist So (2017)
- Rainbow After the Storm (2018)
- Get Out My Lane (2019)
- Alive (2020)

## Elérhetőségei
- Facebook
- Instagram
- YouTube
- Spotify
- Apple Music